# اضطراب التواصل الاجتماعي (البراغماتي)
اضطراب التواصل الاجتماعي (البراغماتي)، المعروف أيضًا باسم اضطراب التواصل الدلالي-البراغماتي، أو ضعف اللغة البراغماتية، هو اضطراب نمائي عصبي يتميز بصعوبات في الاستخدام الاجتماعي للتواصل اللفظي وغير اللفظي. الأفراد المصنفون بهذا الاضطراب يواجهون صعوبة في الانخراط بشكل فعال في التفاعلات الاجتماعية، وفهم الإشارات الاجتماعية، وقد يعانون في استخدام الكلمات بشكل مناسب في السياقات الاجتماعية.
يمكن أن يؤثر هذا الاضطراب بشكل كبير على قدرة الفرد على إقامة والحفاظ على العلاقات، والتعامل مع المواقف الاجتماعية، والمشاركة في البيئات الأكاديمية والمهنية.
على الرغم من تشابه اضطراب التواصل الاجتماعي مع اضطرابات تواصل أخرى مثل اضطراب طيف التوحد، إلا أنه يُعتبر فئة تشخيصية مستقلة ذات معايير وخصائص تشخيصية خاصة به.
ولم يصبح اضطراب التواصل الاجتماعي فئة مستقلة في الدليل التشخيصي والإحصائي للاضطرابات النفسية إلا منذ عام 2013. ومن خلال إنشاء هذه الفئة الجديدة، أصبح بالإمكان اعتبار الأفراد متأثرين بنوع من اضطرابات التواصل يختلف عن اضطراب طيف التوحد. كما أن اضطراب التواصل الاجتماعي يفتقر إلى السلوكيات المرتبطة بالقيود والتكرار التي تُلاحظ في اضطراب طيف التوحد.

## الأعراض
الأفراد الذين يعانون من اضطراب التواصل الاجتماعي لديهم صعوبة خاصة في فهم معنى ما يقوله الآخرون. وغالبًا ما يُظهر الأطفال المصابون بهذا الاضطراب:
1. تأخر في تطور اللغة.
2. اضطرابات لغوية (مشابهة لاضطراب الحبسة المكتسب) مثل التوقف للبحث عن الكلمات، الكلام غير المفهوم، أخطاء ترتيب الكلمات، أخطاء تصنيف الكلمات، وأخطاء أزمنة الأفعال.
3. التلعثم أو الكلام المتداخل.
4. تكرار الكلمات أو العبارات.
5. الميل إلى التفكير الملموس أو تفضيل الحقائق على القصص.

ويعانون من صعوبات في:
1. الضمائر أو عكس الضمائر.
2. فهم الأسئلة.
3. فهم الخيارات واتخاذ القرارات.
4. متابعة المحادثات أو القصص (المحادثات تكون "خارج الموضوع" أو "أحادية الجانب").
5. استخراج النقاط الرئيسية من المحادثة أو القصة؛ إذ غالبًا ما يضيعون في التفاصيل.
6. أزمنة الأفعال.
7. شرح أو وصف حدث ما.
8. فهم السخرية أو النكات والإشارات السياقية.
9. فهم المقروء.
10. قراءة لغة الجسد.
11. تكوين والحفاظ على الصداقات والعلاقات بسبب تأخر تطور اللغة.
12. تمييز التعليقات المسيئة.

وفقًا لـ بيشوب ونوربري (2002)، يمكن للأطفال المصابين باضطراب التواصل الدلالي-البراغماتي أن يمتلكوا لغة تعبيرية طليقة ومعقدة ومركبة، ولكن مع مشاكل في طريقة استخدامهم للغة. غالبًا ما يكون هؤلاء الأطفال مفرطي الكلام. ومع ذلك، عادة ما يواجهون مشاكل في فهم وإنتاج الخطاب المترابط، حيث يقدمون ردودًا في المحادثات تكون غير مناسبة اجتماعيًا، أو متشعبة، أو نمطية. وغالبًا ما يطورون اهتمامات غريبة، ولكنها ليست قوية أو مهووسة مثل الأشخاص المصابين بالتوحد.
الرأي السائد حاليًا هو أن هذا الاضطراب يتعلق أكثر بالتواصل ومعالجة المعلومات منه باللغة نفسها. على سبيل المثال، غالبًا ما يفشل الأطفال المصابون باضطراب التواصل الدلالي-البراغماتي في إدراك المعنى المركزي أو الأهمية الرئيسية للأحداث. وهذا يقود إلى تفضيل مفرط للروتين و"الثبات" (كما يُرى في اضطراب طيف التوحد). غالبًا ما يفترض الأفراد أن التواصل يكون حرفيًا. وهذا يعني أن التعليمات الواضحة والمباشرة تُفهم وتُنفذ بسهولة، بينما تكون التعابير البسيطة غير الحرفية مثل النكات، السخرية، والدردشة الاجتماعية العامة صعبة وقد تؤدي إلى سوء الفهم. كما أن الكذب يعد مفهومًا مربكًا للأطفال الذين يعانون من اضطراب التواصل الاجتماعي، لأنه ينطوي على معرفة معنى يتجاوز التفسير الحرفي.

## التقييمات والاختبارات
نظرًا لأن اضطراب التواصل الاجتماعي (البراغماتي) قد تم تصنيفه فقط منذ عام 2013، فإن تشخيصه لم يُحدد بالكامل بعد. في الدليل التشخيصي والإحصائي للاضطرابات النفسية (الإصدار الخامس)، يُشخَّص الطفل باضطراب التواصل الاجتماعي (البراغماتي) إذا لم يستوفِ معايير اضطرابات أخرى مثل اضطراب طيف التوحد أو الاضطراب النمائي الشامل غير المحدد.
يصنف الدليل التشخيصي والإحصائي للاضطرابات النفسية (الإصدار الخامس) اضطراب التواصل الاجتماعي (البراغماتي) كأحد اضطرابات التواصل ضمن مجال الاضطرابات النمائية العصبية، ويُدرج إلى جانب اضطرابات النطق واللغة الأخرى التي تظهر عادة في مرحلة الطفولة المبكرة. ومعايير التشخيص الخاصة باضطراب التواصل الاجتماعي (البراغماتي) هي كما يلي:
أ. صعوبات مستمرة في الاستخدام الاجتماعي للتواصل اللفظي وغير اللفظي كما يتضح من جميع ما يلي:
- عجز في استخدام التواصل للأغراض الاجتماعية، مثل التحية وتبادل المعلومات، بطريقة مناسبة للسياق الاجتماعي.
- ضعف القدرة على تعديل التواصل ليتناسب مع السياق أو مع احتياجات المستمع، مثل التحدث بطريقة مختلفة في الصف عن ساحة اللعب، أو التحدث بشكل مختلف مع طفل مقارنة بالحديث مع شخص بالغ، وتجنب استخدام اللغة الرسمية بشكل مفرط.
- صعوبات في اتباع قواعد المحادثة ورواية القصص، مثل أخذ الأدوار في الحوار، إعادة الصياغة عند سوء الفهم، ومعرفة كيفية استخدام الإشارات اللفظية وغير اللفظية لتنظيم التفاعل.
- صعوبات في فهم ما لا يُذكر بشكل صريح (مثل استنتاج المعاني) والمعاني غير الحرفية أو الغامضة للغة (مثل التعابير المجازية، الفكاهة، الاستعارات، أو الكلمات التي لها معانٍ متعددة تعتمد على السياق للتفسير).

ب. تؤدي هذه العجز إلى قيود وظيفية في التواصل الفعّال، والمشاركة الاجتماعية، والعلاقات الاجتماعية، والإنجاز الأكاديمي، أو الأداء الوظيفي، سواء بشكل فردي أو جماعي.
ج. يبدأ ظهور الأعراض في فترة النمو المبكرة (ولكن قد لا تصبح العجز واضحة تمامًا إلا عندما تتجاوز متطلبات التواصل الاجتماعي القدرات المحدودة للفرد).
د. لا تُعزى الأعراض إلى حالة طبية أو عصبية أخرى أو إلى قدرات متدنية في مجالات بنية الكلمات والقواعد النحوية، ولا يمكن تفسيرها بشكل أفضل من خلال اضطراب طيف التوحد، أو الإعاقة الذهنية (اضطراب النمو الفكري)، أو التأخر النمائي الشامل، أو أي اضطراب عقلي آخر.

### التقييمات والاختبارات
التقييمات الشائعة المستخدمة لتحديد اضطراب التواصل الاجتماعي (البراغماتي) هي:
- المقابلة التطورية، البُعدية، والتشخيصية.[5]
- قائمة فحص تواصل الطفل.[5]
- استبيان نقاط القوة والصعوبات.[5]
- الملاحظة الطبيعية.[5]
- الملاحظة الموجهة للجوانب البراغماتية في محادثات الأطفال.[5]
- تحليل محادثات الأطفال ذوي الإعاقات اللغوية.[5]
- الملاحظة المنظمة.[5]
- اختبار كفاءة اللغة.[5]
- تقييم الفهم والتعبير.[5]
- اختبار اللغة البراغماتية.[5]
- قصة الحافلة.[5]
- أداة التعبير، الاستقبال، واستدعاء السرد.[5]

على الرغم من إمكانية إجراء عدة اختبارات لمحاولة تحديد اضطراب التواصل الاجتماعي (البراغماتي)، إلا أن بعض الاختبارات أنسب من غيرها لتشخيصه. كما أنه لا يوجد تقييم أو اختبار محدد يمكنه تشخيص اضطراب التواصل الاجتماعي (البراغماتي) بشكل قاطع، على عكس بعض الاضطرابات الأخرى مثل اضطراب طيف التوحد، أو اضطراب النمو اللغوي، أو ضعف اللغة البراغماتية.

## العلاج
العلاجات الخاصة باضطراب التواصل الاجتماعي (البراغماتي) أقل ثباتًا مقارنة بالعلاجات الخاصة باضطرابات أخرى مثل التوحد. تشابه بعض جوانب اضطراب التواصل الاجتماعي مع التوحد دفع بعض الباحثين إلى تجربة بعض علاجات التوحد مع الأشخاص المصابين باضطراب التواصل الاجتماعي.
يمكن أن تساعد معالجة النطق الأفراد الذين يعانون من اضطرابات التواصل. يركز علاج النطق واللغة على تحسين مهارات التواصل والتفاعل الاجتماعي. ويمكن لأخصائيي النطق العمل مع العملاء على تطوير مهارات التواصل في بيئات مختلفة.

## الاضطرابات المشابهة أو ذات الصلة
فرط القراءة هو اضطراب مشابه ولكنه مختلف، حيث تتمثل خصائصه الرئيسية في القدرة العالية على القراءة مع القدرة الضعيفة على فهم اللغة المنطوقة أو المكتوبة. كتبت جوان فولدن مقالًا في عام 2002 قارنت فيه نقاط الضعف اللغوية لدى الأطفال الذين يعانون من إعاقة تعلم غير لفظية مع ضعف اللغة البراغماتية.

### الاختلافات بين اضطراب التواصل الاجتماعي (البراغماتي) والتوحد
تُعد مشكلات التواصل جزءًا من اضطراب طيف التوحد (التوحد) أيضًا؛ ومع ذلك، يُظهر الأفراد المصابون بالتوحد نمطًا مقيدًا من السلوك، وفقًا لعلماء النفس السلوكيين. لا يمكن تشخيص اضطراب التواصل الاجتماعي (البراغماتي) إلا إذا تم استبعاد التوحد. يُفترض أن الأفراد المصابين بالتوحد يواجهون صعوبة في فهم معنى ما يُقال بسبب الطرق المختلفة في الاستجابة للمواقف الاجتماعية.
قبل إصدار الدليل التشخيصي والإحصائي للاضطرابات النفسية (الإصدار الخامس) في عام 2013، لم يكن اضطراب التواصل الاجتماعي (البراغماتي) مميزًا عن تشخيص التوحد. ومع ذلك، كان هناك عدد كبير من الحالات التي يعاني فيها الأطفال من صعوبات في الجوانب البراغماتية دون أن يستوفوا معايير التوحد. يسمح التشخيص التفريقي لاضطراب التواصل الاجتماعي (البراغماتي) للممارسين بفهم الصعوبات الاجتماعية والتواصلية التي تحدث بدرجة أقل مما هي عليه عند الأطفال المصابين بالتوحد. يتم تمييز اضطراب التواصل الاجتماعي (البراغماتي) عن التوحد بغياب أي تاريخ (حالي أو سابق) لأنماط الاهتمامات أو السلوكيات المقيدة أو التكرارية في اضطراب التواصل الاجتماعي (البراغماتي).

## التاريخ
في عام 1983، اقترح رابن وآلن مصطلح "اضطراب التواصل الدلالي-البراغماتي" لوصف السلوك التواصلي للأطفال الذين يظهرون سمات مثل التحدث المرضي بكثرة، ضعف الوصول إلى المفردات وفهم الخطاب، الاختيار غير المعتاد للمصطلحات، والمهارات الحوارية غير المناسبة. وقد أشاروا إلى مجموعة من الأطفال الذين لديهم سمات توحدية خفيفة ومشكلات محددة في اللغة الدلالية والبراغماتية. وفي أواخر تسعينيات القرن الماضي، تم اقتراح مصطلح "ضعف اللغة البراغماتية".
تم توسيع وتعميق تعريف رابن وآلن من قبل المعالجين الذين شملوا اضطرابات التواصل التي تتعلق بصعوبة فهم معنى الكلمات، والقواعد النحوية، وبنية الجمل، والنبرة الصوتية، ونظرات العين، ولغة الجسد، والإيماءات، أو السياق الاجتماعي. وبينما يُظهر الأطفال التوحديون ضعفًا في اللغة البراغماتية، يمكن أن يوجد هذا النوع من اضطرابات التواصل أيضًا لدى الأفراد الذين يعانون من أنواع أخرى من الاضطرابات بما في ذلك اضطرابات المعالجة السمعية، والاعتلالات العصبية، والتهاب الدماغ، وبعض الاضطرابات الجينية.
قبل إصدار الدليل التشخيصي والإحصائي للاضطرابات النفسية، كان هناك جدل حول العلاقة بين الاضطراب الدلالي البراغماتي واضطراب التوحد ، حيث غالبا ما يرى المظهر السريري للاضطراب الدلالي البراغماتي عند الأطفال المصابين التوحد عالي الأداء. قبل الدليل التشخيصي والإحصائي للاضطرابات النفسية المحدد سبد كتشخيص منفصل، غالبا ما تم تشخيص الأشخاص الذين يعانون من أعراض سبد مع اضطراب النمو المنتشر.
كما ذُكر في المقدمة، لم يظهر اضطراب التواصل الاجتماعي (البراغماتي) إلا منذ عام 2013. وقبل ظهوره كاضطراب مستقل، كان من الممكن أن يُدرج تحت اضطراب طيف التوحد أو ضعف اللغة البراغماتية أو اضطراب النمو اللغوي، وغير ذلك. والسبب هو أن العديد من هذه الاضطرابات تشمل مشكلة في التواصل الاجتماعي. وفيما يتعلق باضطراب النمو اللغوي، يعاني الأفراد المصابون بهذا الاضطراب من مشكلات في شكل اللغة ومحتواها، ولا يبدو أن هناك سببًا نمائيًا واضحًا له. وفي البيئات الاجتماعية، يبدو أن اضطراب النمو اللغوي يسبب صعوبات أقل مقارنة باضطراب التواصل الاجتماعي (البراغماتي).
فيما يتعلق باضطراب طيف التوحد، فإن السلوكيات المعتادة تتضمن سلوكيات متكررة، وهي عادة غير موجودة في اضطراب التواصل الاجتماعي (البراغماتي). وهذا لا يعني أن اضطراب التواصل الاجتماعي لا يظهر مثل هذه السلوكيات على الإطلاق.
يُعتبر ضعف اللغة البراغماتية أكثر الاضطرابات شبهًا باضطراب التواصل الاجتماعي (البراغماتي) مقارنة بالاضطرابات الأخرى، حيث يركز كلا الاضطرابين على الصعوبات البراغماتية التي يواجهها الأفراد في اللغة. غير أن اضطراب التواصل الاجتماعي يحتوي على عنصر التواصل الاجتماعي الذي يكون مفقودًا أو غير متطور على عكس ضعف اللغة البراغماتية.
فيما يتعلق بضعف اللغة المحدد، هناك العديد من أوجه التشابه بين اضطراب التواصل الاجتماعي وضعف اللغة البراغماتية، ولكن ضعف اللغة المحدد يتعامل مع المشكلات الدلالية-البراغماتية. ويعني هذا أن العديد من المشكلات تندرج تحت هذه الفئة، مثل الاختيار غير المعتاد للكلمات، التحدث إلى النفس بصوت عالٍ وبشكل لافت، مع بقاء الفونولوجيا وبنية الجمل سليمة.